# Ghost (песня Джейми-Ли Кривиц)
«Ghost» (с англ. — «Призрак») — песня немецкой певицы Джейми-Ли Кривиц, представляющая страну на конкурсе песни Евровидение 2016. Песня была издана в качестве сингла 12 декабря 2015 года лейблами Polydor и Island Records, также она записывалась как сингл победителя пятого сезона немецкой версии телешоу «Голос».
Джейми-Ли Кривиц приняла участие в национальном отборе на Евровидение Unser Lied für Stockholm, финал которого прошёл 12 января 2016 года. В супер-финале она получила 44,5% голосов зрителей.

## Список композиций
| №  | Название                         | Длительность |
| -- | -------------------------------- | ------------ |
| 1. | «Ghost» (С The Voice of Germany) | 3:52         |

## Позиции в чартах
| Чарт (2015)                     | Наивысшая позиция |
| ------------------------------- | ----------------- |
| Австрия (Ö3 Austria Top 40)     | 65                |
| Германия (GfK)                  | 11                |
| Швейцария (Schweizer Hitparade) | 26                |

## Хронология издания
| Страна | Дата            | Формат               | Лейбл          |
| ------ | --------------- | -------------------- | -------------- |
| Европа | 12 декабря 2015 | цифровая дистрибуция | Polydor/Island |